# Een Värmlandse rapsodie
Een Värmlandse rapsodie is een componistie van Kurt Atterberg. Atterberg schreef de rapsodie op verzoek van de Zweedse Omroep ter gelegenheid van de 75e verjaardag van Selma Lagerlöf, die 1909 de Nobelprijs voor de Literatuur ontving. Lägerlof kwam uit Värmlands län en vandaar dat de componist een werk schreef over haar geboorteplaats. Het was een kort traject. Op 20 oktober 1933 begon hij eraan, op 28 oktober was hij klaar en op 20 november 1933 werd het voor het eerst uitgevoerd door het Symfonieorkest van de Zweedse Radio. Lagerlöf was zelf niet bij die uitvoering aanwezig maar liet uit haar verblijfplaats Märbacka weten vereerd te zijn.   
De volledige titel luidt Eine Värmlandsrhapsodie, nach swedischen Volksmotiven aus der Landschaft Göstra Berlings. 

## Orkestratie
- 2 dwarsfluiten, 2 hobo’s, 2 klarinetten, 2 fagotten
- 2 hoorns, 2 trompetten
- 1 man/vrouw percussie, 1 harp
- violen, altviolen, celli, contrabassen

## Discografie
- Uitgave BIS Records: Jun’ichi Hirokami met het Norrköpings Symfoniorkester